# День освобождения рабов
Juneteenth (Словослияние июнь и девятнадцатый, то есть буквально Июннадцатый) — также известный как День Свободы, День Освобождения, и День Эмансипации — федеральный праздник США, посвящённый освобождению рабов в Соединённых Штатах Америки. Происходящий из Техаса, он отмечается ежегодно 19 июня на всей территории США.
Генерал армии Союза Гордон Грэйнджер объявил о федеральном приказе в Галвестоне, штат Техас, 19 июня 1865 года. В нём провозглашалось, что все рабы в Техасе становились свободными. Прокламация об освобождении президента Авраама Линкольна официально запретила рабство в Техасе и других штатах, восставших против Союза, двумя с половиной годами ранее. Исполнение прокламации в целом зависело от продвижения войск Союза. В Техасе, являвшимся самым отдалённым из рабовладельческих штатов, было лишь небольшое присутствие войск Союза, поскольку американская Гражданская война закончилась; таким образом, исполнение было медленным и непоследовательным до объявления Грейнджера. Несмотря на то, что Juneteenth в целом отмечает окончание рабства в Соединённых Штатах, оно всё ещё было законным и практиковалось в двух пограничных штатах Союза (Делавэр и Кентукки) до тех пор, пока в конце того же года ратификация Тринадцатой поправки к Конституции не отменила рабство по всей стране в декабре.
Празднование датируется 1866 годом, сначала с участием церковных общинных собраний в Техасе. Оно распространилось по всему югу и стало более коммерциализированным в 1920-х и 1930-х годах, часто концентрируясь на кулинарном фестивале. Во время движения за гражданские права в 1960-х годах оно затмилось борьбой за гражданские права, но в 1970-е годы вновь стало популярным с акцентом на свободу и искусство афроамериканцев. К XXI веку июньские праздники отмечались в большинстве крупных городов США. Активисты проводили кампанию за признание 19 июня национальным праздником. Гавайи, Северная Дакота и Южная Дакота — единственные штаты, которые не признают данный праздник, согласно Исследовательской службе Конгресса.
День освобождения рабов в США стал федеральным праздником 17 июня 2021 года, когда президент США Джо Байден подписал закон, выдвинутый Конгрессом.